# Котляренко, Фёдор Макарович
Фёдор Макарович Котляренко (21.12.1929—23.5.2016) — советский хозяйственный, государственный и политический деятель.

## Биография
Родился 21 декабря 1929 году в Донецкой области Украинской ССР ( ныне Россия ).
Окончил Ростовский институт инженеров железнодорожного транспорта (ныне Ростовский государственный университет путей сообщения) по специальности «инженер по эксплуатации железных дорог». Трудовую деятельность начал в 1947 году. В 1947—1995 годах — слесарь паровозного депо Иловайская Донецкой области, заместитель начальника, начальник станции Котлас-Южный, заместитель начальника, начальник станции Сольвычегодск Печерской железной дороги, секретарь Котласского горкома КПСС, ревизор по безопасности движения поездов, начальником отдела движения Сольвычегодского отделения, Вологодского отделения Северной железной дороги, первый заместитель начальника, начальник Северо-Кавказской железной дороги.
Был членом КПСС, избирался депутатом Верховного Совета РСФСР 11-го созыва, народным депутатом России.
Умер в Ростове-на-Дону в 2016 году.

## Заслуги
- Почётный гражданин Ростова-на-Дону и Ростовской области.
- Заслуженный работник транспорта, Почетный железнодорожник, академик Академии транспорта, профессор Ростовского государственного университета путей сообщения.
- Награждён двумя орденами Трудового Красного Знамени, орденами Октябрьской революции и «Знак Почета», а также многими медалями, в числе которых «За доблестный труд».

## Память
- В Ростове-на-Дону Ф. М. Котляренко установлена мемориальная доска (Театральная площадь, 2).
- В декабре 2011 года пассажирскому электровозу ЭП1М было присвоено имя «Федор Котляренко».[1]
- В 2022 году памятная доска Фёдору Котляренко была установлена на здании железнодорожного вокзала Батайска.[2]

Памятные доски
В Ростове-на-Дону
В Батайске